# Surferosa
Surferosa é uma banda indie norueguesa.

## Integrantes
- Mariann, vocal e keytar
- Andy, sintetizador
- Jan Roger, bateria
- Kjetil, guitarra
- Ziggy, baixo

## Discografia
- To Russia with Love (EP) (2002)
- Neon Kommando (EP) (2002)
- This is Norway (Abril 2002)
- Shanghai My Heart (Março 2003)
- Neon Commando (EP) (Outober 2003)
- Saturday Night (Single) (Janeiro 2004)
- Lucky Lipstick (Single) (Janeiro 2004)
- Satin Con Blonde (Single) (Outobro 2004)
- The Force (Setembro 2005)